# Rue Garde-Dieu (Nantes)
Ne doit pas être confondu avec Rue Garde-Dieu (Liège).
La rue Garde-Dieu est une voie de Nantes, en France.

## Situation et accès
Située dans le centre-ville de Nantes, longue d'environ 140 mètres, cette une artère bitumée, ouverte à la circulation qui part de la rue Saint-Jean pour aboutir rue Saint-Léonard. Sur son parcours, elle croise la rue de Strasbourg et rencontre également la rue d'Enfer.

## Origine du nom
Le nom vient d'un établissement d'accueil tenus par des religieux, installé au Moyen Âge.

## Historique
Au moment de la construction de l'enceinte gallo-romaine entourant la cité des Namnètes, le lit de l'Erdre est plus large qu'actuellement. La zone correspondant à la rue Garde-Dieu actuelle est à la limite de la rivière ou des marais qui l'entourent.
Au fil du temps, la ville se développe lentement à l'extérieur de ses remparts. Au XIe siècle, une douve est creusée au pied de la muraille pour améliorer le système de défense. Une tour défensive est construite au XIIe siècle, vers le milieu du côté sud de l'actuelle rue. Le parement externe du mur (alternance de brique et pierre) est démoli puis réparé. Une faille des remparts, à l'extrémité est de la voie actuelle, est comblée avec les vestiges d'un bâtiment et d'ornements antiques. Mais certaines parties de la ville ne sont pas protégées. C'est le cas de la très fréquentée place du Change, du port fluvial ou du quartier de Bourgneuf sur la rive droite de l'Erdre. C'est Pierre Mauclerc qui, au XIIIe siècle, entreprend la construction de nouvelles murailles prenant en compte l'extension de la ville, repoussant la limite plus loin vers l'Erdre.
Après cette construction, la rue Garde-Dieu est intra-muros. Pour les besoins du tracé des remparts, Pierre Mauclerc a fait détruire l'église Saint-Cyr. En compensation, une nouvelle église est construite à l'angle de la rue de l'Échellerie et de l'actuelle rue Garde-Dieu. Cet édifice religieux prend de nom de Saint-Léonard, et donne plus tard le nom de rue Saint-Léonard à la rue de l'Échellerie. De la même manière, la construction d'un lieu d'hébergement religieux, « la Garde-Dieu », installé ici en compensation d'édifices réquisitionnés pour la construction de l'enceinte, s'inscrit dans la dénomination de la rue Garde-Dieu.
La rue Garde-Dieu suit le tracé de l'ancien rempart gallo-romain. Pierre Mauclerc, une fois la nouvelle ligne de défense construite, autorise que les nouvelles constructions d'habitation s'appuient sur les anciennes murailles. C'est le cas notamment de l'église Saint-Léonard, transformée en fonderie à la Révolution et détruite en 1821. Pendant la Révolution, la voie est baptisée « rue Soufflot », du nom de l'architecte Jacques-Germain Soufflot (1713-1780),.
Le percement de la rue de l'Impératrice en 1867 scinde la rue Garde-Dieu.
En 1901, les archives municipales s'installent rue Garde-Dieu, dans un bâtiment construit à cet effet à l’emplacement de l’ancienne église Saint-Léonard, en bordure du jardin de l'hôtel de ville,, et y restent jusqu'en 1985, date de leur déménagement à une cinquantaine de mètres de là dans les anciens locaux du centre communal d'action sociale situé à l'angle de la rue Garde-Dieu et de la rue d'Enfer.

## Bâtiments remarquables et lieux de mémoire
La rue Garde-Dieu est bordée, sur la partie sud-ouest de son tracé, par des bâtiments des services municipaux l'ensemble des bâtiments de l'hôtel de ville de Nantes. À l'angle avec la rue Saint-Léonard, un hôtel de 1900 a un temps été le seul immeuble où étaient stockées les archives de la ville. Le service des archives a également obtenu l'acquisition des immeubles aux nos 6 et 8 de la rue (mais l'entrée se trouve au no 1 rue d'Enfer).